# Tromsø-Konvention
Die Tromsø-Konvention, auch bekannt als Konvention des Europarates über den Zugang zu amtlichen Dokumenten, ist ein 2009 ausgearbeiteter völkerrechtlicher Vertrag, der im Dezember 2020 in Kraft getreten ist.
Sie regelt als erstes völkerrechtliches Instrument ein allgemeines Recht auf den Zugang zu amtlichen Dokumenten der öffentlichen Verwaltung. Eine Beschränkung des Rechts ist nur zulässig, wenn sie bestimmten Interessen wie der öffentlichen Sicherheit, der Verteidigung oder dem Schutz der Privatsphäre dient.
Die Konvention setzt Mindeststandards fest, die bei der Bearbeitung von Anträgen über den Zugang zu amtlichen Dokumenten (Form und Gebühren für Zugang zu amtlichen Dokumenten), bei der Beantwortung von Anfragen sowie bei weiteren Maßnahmen zu berücksichtigen sind.
Deutschland, Frankreich, Großbritannien, Italien, die Niederlande, Österreich, die Schweiz, Liechtenstein und weitere Mitgliedstaaten des Europarats haben die Konvention bisher noch nicht unterzeichnet. Auf der 27. Konferenz der Informationsfreiheitsbeauftragten des Bundes und der Länder (IFK) 2013 forderten diese mehrheitlich eine Ratifizierung durch Deutschland; die Bundesregierung hat sich nichtsdestotrotz gegen eine Unterzeichnung ausgesprochen. 
Die 41. IFK forderte am 3. November 2021 in einer Entschließung die Bundesregierung auf, die Tromsø-Konvention in der neuen Legislaturperiode zu unterzeichnen und das Ratifizierungsverfahren einzuleiten.
Das Abkommen war am 1. Dezember 2020 infolge der im Mai 2020 erfolgten Ratifizierung durch den zehnten Staat, die Ukraine, ohne deutsche Beteiligung in Kraft getreten.

## Vertragsparteien
Die Vertragsstaaten der Tromsø-Konvention sind:
| Vertragsstaat           | Zeichnung     | Ratifizierung |
| ----------------------- | ------------- | ------------- |
| Albanien                | 21. Jan. 2022 | 22. Juli 2022 |
| Spanien                 | 23. Nov. 2021 | 27. Sep. 2023 |
| Armenien                | 24. Juni 2020 | 04. Mai 2022  |
| Belgien                 | 18. Juni 2009 |               |
| Bosnien und Herzegowina | 1. Sep. 2010  | 31. Jan. 2012 |
| Estland                 | 18. Juni 2009 | 28. Jan. 2016 |
| Finnland                | 18. Juni 2009 | 5. Feb. 2015  |
| Georgien                | 18. Juni 2009 |               |
| Island                  | 16. Mai 2019  | 10. Feb. 2021 |
| Litauen                 | 18. Juni 2009 | 26. Juli 2012 |
| Moldau                  | 21. Dez. 2010 | 2. Sep. 2016  |
| Montenegro              | 18. Juni 2009 | 23. Jan. 2012 |
| Nordmazedonien          | 18. Juni 2009 |               |
| Norwegen                | 18. Juni 2009 | 11. Sep. 2009 |
| San Marino              | 16. Mai 2019  |               |
| Schweden                | 18. Juni 2009 | 19. Apr. 2010 |
| Serbien                 | 18. Juni 2009 |               |
| Slowenien               | 18. Juni 2009 | 20. März 2023 |
| Ukraine                 | 12. Apr. 2018 | 20. Mai 2020  |
| Ungarn                  | 18. Juni 2009 | 5. Jan. 2010  |